# اداک
اداک (به لاتین: Adok) یک منطقهٔ مسکونی در سودان جنوبی است که در جونقلی واقع شده‌است.